# سونگ هان بین
سونگ هان بین‌ (کره‌ای: 성한빈؛ زادهٔ ۱۳ ژوئن ۲۰۰۱) همچنین با نام هان‌بین (한빈) نیز شناخته می‌شود، خواننده اهل کره جنوبی است. او بیشتر به خاطر حضور در برنامه واقع‌نمای رقابتی شبکه ام‌نت به نام بویز پلنت و دستیابی به جایگاه دوم و تبدیل شدن به از اعضای گروه زیروبیس‌وان شناخته می‌شود.